# Mike Trout
Michael Nelson Trout  (ur. 7 sierpnia 1991 w Vineland) – amerykański baseballista występujący na pozycji zapolowego w Los Angeles Angels.

## Przebieg kariery
Trout został wybrany w drafcie w 2009 roku z numerem 25. Karierę zawodową rozpoczął w zespołach niższych lig: Arizona Angels, Cedar Rapids Kernels, Rancho Cucamonga Quakes i Arkansas Travelers. W MLB zadebiutował 8 lipca 2011 roku w drużynie Angels w meczu przeciwko Seattle Mariners w wieku 19 lat. 24 lipca 2011 zdobył pierwszego home runa.
W lipcu 2012 po raz pierwszy wystąpił w Meczu Gwiazd zawodowej ligi MLB. W tym samym sezonie został najmłodszym w historii MLB zawodnikiem, który wstąpił do Klubu 30–30, zdobywając 30 home runów i 49 skradzionych baz, a także jednogłośnie wybrany najlepszym debiutantem w American League. 21 maja 2013 w spotkaniu z Seattle Mariners wygranym przez Angels 12–0, jako najmłodszy zawodnik w historii American League zaliczył cycle.
W marcu 2014 podpisał nowy, sześcioletni kontrakt wart 144,5 miliona dolarów. 15 maja 2014 w meczu z Tampa Bay Rays rozegranym na Angel Stadium of Anaheim, zdobył pierwszego w MLB walk-off home runa. 15 lipca 2014 w Meczu Gwiazd zaliczył RBI triple i RBI double i został wybrany najbardziej wartościowym zawodnikiem spotkania. W tym samym roku został wybrany jednogłośnie MVP American League.
17 kwietnia 2015 w meczu z Houston Astros zdobył 100. i 101. home runa w MLB i został najmłodszym zawodnikiem w historii, który osiągnął pułap 100 home runów i 100 skradzionych baz. 17 listopada 2016 został wybrany po raz drugi w swojej karierze najbardziej wartościowym zawodnikiem w American League.
26 maja 2018 zaliczył pierwszy w swojej karierze mecz z pięcioma odbiciami. W spotkaniu z New York Yankees, rozegranym na Yankee Stadium, na pięć podejść zdobył dwupunktowego home runa, trzy runy i cztery RBI. Angels wygrali mecz 11–4. Był to jego pierwszy mecz w MLB, w którym zaliczył pięć odbić. 20 marca 2019 podpisał nowy, dwunastoletni kontrakt wart 426,5 miliona dolarów. To pierwszy czterystomilionowy kontrakt w historii MLB. W sezonie 2019 zdobył rekordowe w swojej karierze 45 home runów i po raz trzeci został wybrany MVP American League

## Nagrody i wyróżnienia
| Nagroda/wyróżnienie         | Lata                                           | Źródło               |
| 3× MVP American League      | 2014, 2016, 2019                               | [ 11 ] [ 13 ] [ 16 ] |
| 8× All-Star                 | 2012, 2013, 2014, 2015, 2016, 2017, 2018, 2019 | [ 17 ]               |
| 2× All-Star Game MVP        | 2014, 2015                                     | [ 10 ]               |
| 6× Silver Slugger Award     | 2012, 2013, 2014, 2015, 2016, 2018             | [ 17 ]               |
| AL Rookie of the Year Award | 2012                                           | [ 6 ]                |
| 2× Hank Aaron Award         | 2014, 2019                                     | [ 18 ]               |